# Hans Günter Moes
Hans Günter Moes (* 7. Februar 1886 in Breslau; † 16. April 1966 in Düsseldorf) war ein deutscher Verwaltungsbeamter und Dahlienzüchter.

## Leben
Hans Günter oder Hans Günther Moes war Sohn des Fabrikanten Julian Ewald Moes. Sein Großvater war Christian August (1810–1872), sein Großonkel Friedrich Karl Moes (1808–1863) und sein Bruder war Richard Moes (1887–1968).
Er studierte Rechtswissenschaften an der Ruprecht-Karls-Universität Heidelberg. 1905 wurde er Mitglied des Corps Guestphalia Heidelberg. Nach dem Studium trat er in den preußischen Staatsdienst ein. 1913 legte er das Regierungsassessor-Examen bei der Regierung in Oppeln ab. Von 1920 bis zum  31. März 1931, als er in den einstweiligen Ruhestand versetzt wurde, war er Landrat des Landkreises Guben.
Über viele Jahre war Moes Präsident der Deutschen Dahlien-, Fuchsien- und Gladiolen-Gesellschaft (DDFGG). Anlässlich seines 80. Geburtstags wurde im Dahliengarten Bad Neuenahr am 7. Februar 1966 ein Urwelt-Mammutbaum gepflanzt. Kurz danach, am 16. April 1966, starb er plötzlich in Düsseldorf im 81. Lebensjahr. Die DDFGG verleiht den Präsident-Moes-Gedächtnispreis für die beste deutsche Dahlie.